# Ion Gabor
Ion Gabor (* 19. Oktober 1943 in Galați) ist ein ehemaliger rumänischer Ringer. Er wurde 1972 Vize-Europameister im griechisch-römischen Stil im Mittelgewicht.

## Werdegang
Ion Gabor begann 1957 beim Sportclub Dunărea Galați mit dem Ringen. Er konzentrierte sich dabei auf den griechisch-römischen Stil. Nach ersten größeren Erfolgen im nationalen Bereich wurde er zum Sportclub Steaua Bukarest delegiert. Bereits 1965 wurde er erstmals rumänischer Meister im Mittelgewicht. Diesen Titel gewann er in den folgenden Jahren noch viermal.
Zu Starts bei internationalen Meisterschaften kam er erst 1970. Er musste bis dahin bei diesen Meisterschaften den erfahrenen Ion Țăranu und Gheorghe Popovici den Vortritt lassen. 1970 gab er bei der Europameisterschaft in Ost-Berlin sein internationales Debüt. Dabei kam er im Mittelgewicht nur zu einem Sieg und musste nach Niederlagen gegen Matti Laakso aus Finnland und Tomas Machaveriani aus der Sowjetunion nach der 3. Runde ausscheiden und landete auf dem 8. Platz.
Danach wurde er bei der Europameisterschaft 1972 in Kattowitz eingesetzt. Dort siegte er u. a. über die Deutschen Volker Zwick und Peter Nettekoven, rang gegen Miroslav Janota aus der Tschechoslowakei unentschieden und verlor nur gegen Anatoli Nasarenko aus der Sowjetunion. Diese Ergebnisse brachten ihm den Vize-Europameistertitel ein. 1972 rang er auch zweimal bei Länderkämpfen in der Bundesrepublik Deutschland. Dabei besiegte er Max Mitterbichler zweimal nach Punkten.
Bei den Olympischen Spielen 1972 in München gewann Ion Gabor gegen Jimmy Martinetti aus der Schweiz und André Bouchoule aus Frankreich, rang gegen Miroslav Janota und Harald Barlie aus Norwegen unentschieden und verlor wiederum gegen Anatoli Nasarenko. Damit belegte er einen 5. Platz.
Den letzten Start bei einer internationalen Meisterschaft absolvierte er dann schon 1973 bei der Europameisterschaft in Helsinki. Er unterlag aber dort gegen Momir Petković aus Jugoslawien und Marcin Czardybon aus Polen und schied frühzeitig aus. Es blieb ihm damit nur der 15. Platz.
Er absolvierte eine Trainerausbildung und war danach viele Jahre lang Ringertrainer bei Steaua Bukarest.

## Internationale Erfolge
(OS = Olympische Spiele, EM = Europameisterschaft, GR = griechisch-römischer Stil, Mi = Mittelgewicht, damals bis 1968 bis 87 kg und ab 1969 bis 82 kg Körpergewicht)
- 1970, 8. Platz, EM in Berlin (Ost), GR, Mi, mit einem Sieg über Alberto Tomasi, Italien u. Niederlagen gegen Matti Laakso, Finnland und Tomas Machaveriani, UdSSR;

- 1972, 1. Platz, Intern. Rumänische Meisterschaften, GR, Mi, vor Staicu Olteanu u. Mihai Stroe, beide Rumänien;

- 1972, 2. Platz, EM in Kattowitz, GR, Mi, mit Siegen über Antonius De Rooy, Niederlande, Volker Zwick, DDR, André Bouchoule, Frankreich u. Peter Nettekoven, BRD, einem Unentschieden gegen Miroslav Janota, CSSR u. einer Niederlage gegen Anatoli Nasarenko, UdSSR;

- 1972, 5. Platz, OS in München, GR, Mi, mit Siegen über Jimmy Martinetti, Schweiz u. André Bouchoule, Unentschieden gegen Miroslav Janota u. Harald Barlie, Norwegen u. einer Niederlage gegen Anatoli Nasarenko;

- 1973, 1. Platz, Turnier in Constanța, GR, Mi, vor André Bouchoule u. Max Mitterbichler, BRD;

- 1973, 15. Platz, EM in Helsinki, GR, Mi, nach Niederlagen gegen Momir Petković, Jugoslawien u. Marcin Czardybon, Polen

## Rumänische Meisterschaften
Ion Gabor wurde 1965, 1966, 1969, 1970 u. 1972 rumänischer Meister im griech.-röm. Stil, jeweils im Mittelgewicht.